# Garachico
Garachico è un comune spagnolo di 5 307 abitanti situato nella comunità autonoma delle Canarie.
È stato fondato nel 1496 dal banchiere Genovese Cristoforo de Ponte nel periodo della conquista genovese delle Isole Canarie.

## Storia
Un tempo fu eletta dai Genovesi come capitale dell'isola di Tenerife, e successivamente al tempo di Filippo II,  vi fece costruire a scopo difensivo il Castello di San Miguel.
Il 5 maggio 1706 un'eruzione del vulcano Trevejo mette fine al periodo d'oro della località. All'alba sette flussi di lava scendevano sulla collina, devastando e seppellendo gran parte della città, in particolare il suo porto, completamente coperto. Nonostante tutto, non c'erano feriti. Dopo questo disastro naturale, l'importanza della località è diminuita.